# Krebsöge
Krebsöge ist eine Ortschaft der Stadt Radevormwald im Oberbergischen Kreis im nordrhein-westfälischen Regierungsbezirk Köln in Deutschland.
Der Ort ist seit dem 18. Jahrhundert ein Industriestandort und wird auch heute noch von umfangreichen Werksanlagen der Firma GKN sintermetals dominiert, die über 400 Mitarbeiter beschäftigt.

## Etymologie und Geschichte

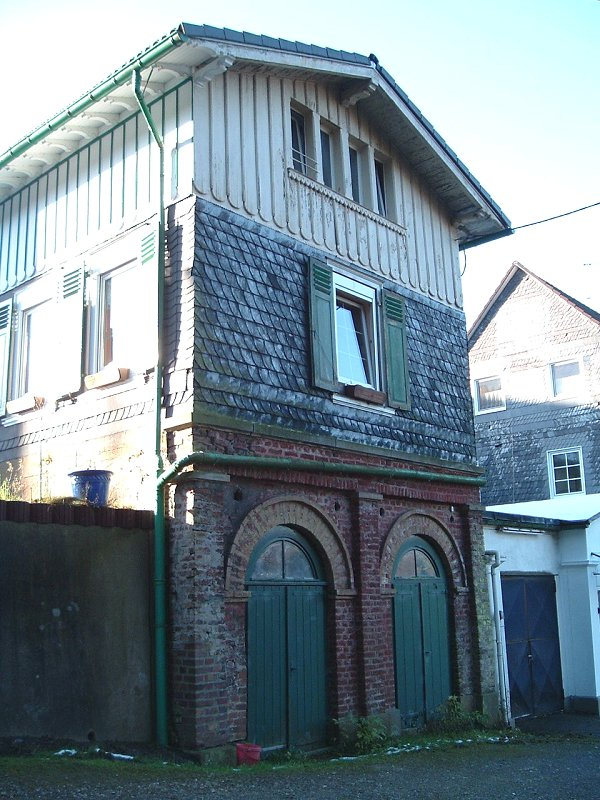
Gebäude der ehemaligen Brauerei in Krebsöge bei

Oege, Öge ist eine regionale Form von Aue und spiegelt die Lage des Orts in der Wupperaue wider. Offenbar gab es in der Entstehungszeit des Wohnplatzes ein reichhaltiges Vorkommen von Flusskrebsen an dieser Stelle, das sich ebenfalls im Ortsnamen niedergeschlagen hat. 1888 ist ein Massensterben der Flusskrebse in der Wupper belegt, als die aus Amerika eingeschleppte Krebspest (Pilzkrankheit) den Bestand befiel.
1514 wurde der Ort das erste Mal urkundlich erwähnt und zwar in den Kirchenrechnungen. Die Schreibweise der Erstnennung lautet Krevetz oge. Die Karte Topographia Ducatus Montani aus dem Jahre 1715 zeigt den Hof als Krebseou. Im 18. Jahrhundert gehörte der Ort zum bergischen Amt Bornefeld-Hückeswagen.
1724 ließen Peter Moll, Peter Daniel Hardt und Engelbert Strohn ein Wassertriebwerk bei Krebsöge errichten, in dem eine Walkmühle eingerichtet werden sollte. Das Wasser für die Wassertriebwerke wurde über einen langen Obergraben zu den Wasserrädern geführt, das mittels eines Wehres von der Wupper oberhalb von Krebsöge abgezweigt wurde und in einem Hammerteich gestaut wurde. Beinahe fünfzig Jahre später sind in einer Urkunde vom 15. April 1770 eine Walkmühle, ein Stab-Eisenhammer und vier Reckhämmer überliefert. 1804 zeichnete der Geometer Engelbert Haendeler einen Plan von Krebsöge. In diesem sind acht Gebäude unterhalb des Krebsöger Hammerteiches mit insgesamt zehn Wasserrädern eingezeichnet. 1815/16 lebten vier Einwohner im Ort.
1828 wurde das Urkataster des Orts aufgenommen. Es zeigt ein neues Gebäude an der Stelle dreier Walkmühlen bzw. Hammerwerke. Andere Kotten waren an die Gebrüder Hilger vermietet, die dort eine Tuchappretur betrieben. Der Baumeister Christian Schmidt errichtete um 1850 nach den Plänen von Christian Heyden eine große Fabrik unterhalb des Hammerteichs. Bauherren der Spinnerei, deren Arbeiter in einem Haus im Ort wohnten, waren die Gebrüder Thüring. Diese Fabrik wurde 1864 im Auftrag eines Albert Karsch durch den Baumeister Albert Schmidt erweitert, aber nach dessen Ableben 1868 von dem Schwiegersohn Arnold Budde innerhalb weniger Jahre in technischer und kaufmännischer Hinsicht heruntergewirtschaftet.
Die alte Verbindungsstraße von Lennep nach Radevormwald führte über Krebsöge. 1830 wurde die dortige Wupperfurt durch eine Brücke ersetzt. Später wurde diese Straße bis zum Aufstau der Wuppertalsperre zur Bundesstraße 229 ausgebaut.
1832 war Krebsöge unter dem Namen Krebsoege Teil der altbergischen Landgemeinde Fünfzehnhöfe, die der Bürgermeisterei Wermelskirchen angehörte. Der laut der Statistik und Topographie des Regierungsbezirks Düsseldorf als Wirthshaus und Ackergut bezeichnete Ort lag an der Grenze zur Bürgermeisterei Lüttringhausen und besaß zu dieser Zeit ein Wohnhaus und ein landwirtschaftliches Gebäude. Zu dieser Zeit lebten vier Einwohner im Ort, allesamt evangelischen Glaubens
Wilhelm Lausberg errichtete 1853 die Kronenbrauerei. In ihr wurde die Sorten Kronenpilsner, Krebsoeger Lager, Krebsoeger, Muenchner und das Bockbier Doppel-Krone gebraut. Die Gebäude der Tuchfabrik wurden am 20. Dezember 1878 von der Firma Peter Hammacher & Cie. erworben, die dort eine Tuchfabrik einrichteten. Neben der „ältesten Balancierdampfmaschine des Kreises Lennep“ sorgte eine 86 PS starke Henschel-Jonval Turbine (Gefälle 4,30 m, Verbrauch 2000 Liter Wupperwasser pro Sekunde) für den Antrieb der Textilmaschinen.
Für die Anbindung der Fabriken in den Wupperortschaften wurde 1886 der erste Teilabschnitt der Wuppertalbahn gebaut. Auch Krebsöge bekam einen eigenen Abzweigebahnhof an der Bahnstrecke, den Bahnhof Krebsöge. Über den bedeutenden Eisenbahnknotenpunkt gelangte man per Schiene nach Barmen, nach Lennep oder nach Radevormwald und Halver.
Im Gemeindelexikon für die Provinz Rheinland werden für das Jahr 1895 drei Wohnhäuser mit 15 Einwohnern angegeben. Der Ort gehörte zu dieser Zeit zur  Bürgermeisterei Fünfzehnhöfe innerhalb des Kreises Lennep.
Am 16. April 1901 erwarb die Barmer Firma Philipp Barthels-Feldhoff für 90.000 Mark sämtliche Liegenschaften in Krebsöge und produzierte dort Eisengarn. 1906 wurde die Bürgermeisterei Fünfzehnhöfe in die Stadt Lennep eingemeindet. 1909 besaß der Ort sechs Wohnhäuser mit 44 Einwohnern.
1908 wurde die Kronenbrauerei von dem Wilhelm Lausberg an einen Ulrich Andreas aus Hagen-Haspe verkauft. Trotz Anschluss an die Gastwirtschaft und spätere Hotel Weber brach der Umsatz während des Ersten Weltkriegs ein und die Brauerei musste 1917 schließen. 1925 kaufte der Gastwirt Otto Weber die Brauereigebäude. Der Dreher Heinrich Stück mietete sich ein und stellte dort Stahlformen für Ziegel- und Kunststeine her.
Um 1920 wurde der Ort an das Stromnetz angeschlossen. Die Firma Philipp Barthels-Feldhoff, die sich nach dem Ersten Weltkrieg aufgrund geringer Nachfrage nach Eisengarn auf die Doubliererei und Flechterei beschränkte, war mit 60.000 Kilowattstunden der Großverbraucher im Ort. 1930 wurde der Geschäftsbetrieb eingestellt. 1941 überlegte der Wuppertaler Unternehmer Kurt Herberts, in dem Werk eine Farben- und Lackproduktion aufziehen, aber verwarf die Idee wieder.
Während Lennep 1929 zu Remscheid eingemeindet wurde, gingen die östlichen Randorte, darunter Krebsöge, zu Radevormwald.

## Sintermetallwerk Krebsöge
Die Sintermetall-Abteilung der Firma Schwelmer Eisenwerk Müller & Co. zog schließlich 1943 in die Fabrik ein. Am 13. Juni 1943 wurde die Sintermetallwerk Krebsöge GmbH (SMK) in das Handelsregister eingetragen. Sie erzielte bereits 1944 einen Jahresumsatz von 3,3 Millionen Reichsmark mit Produkten aus Sinter- bzw. Pulvermetall. Das Kriegsende bedeutete einen drastischen Einbruch für die Fertigung, nur knapp konnte die Firma mit wenigen Beschäftigten und der Produktion von Gleitlagern erhalten werden. Da die Stromversorgung noch nicht wiederhergestellt worden war, wurde der Strom für die Sinteröfen und Pressen mittels einer 170 PS starken Francisturbine lokal erzeugt.
Die Firma erfuhr ein großes Wachstum und gründete zwischen 1960 und 1970 mehrere Zweigwerke in Deutschland. 1968 betrug der Jahresumsatz der Firma 15 Millionen DM. Auch in Krebsböge expandierte die Firma, die ältere Gebäude durch neue Werkshallen ersetzte. Als die alte Fabrik am 24. Februar 1971 abbrannte, wurde es durch ein modernes Werksgebäude ersetzt. Erst 1973 endete auch die Nutzung der Wasserkraft nach rund 250 Jahren. An der Stelle des Wehres wurde der Staudamm der Wuppertalsperre errichtet. In den 1990er Jahren wurden weitere Werkshallen errichtet. 1993 erhielt das Sintermetallwerk Krebsoege vom Gemeinschaftsausschuss Pulvermetallurgie für herausragende Leistungen auf dem Gebiet der Pulvermetallurgie den Skaupy-Preis.
Der Ort wurde durch den Bau der Wuppertalsperre stark beschnitten. Der Damm wurde mitten durch den Ort errichtet und südliche Teile des Orts mitsamt dem Bahnhof versanken ab 1986 in den Fluten. Im Eiskeller der alten Brauerei suchten die Krebsöger Einwohner Schutz vor Luftangriffen im Zweiten Weltkrieg. Für den Bau des Grundablassstollens der neu errichteten Wuppertalsperre wurde die alte Brauerei in Teilen abgerissen. Bei den Abrissarbeiten 1985 fanden die Bauarbeiter des Wupperverbandes in den 20 m tiefen Eiskellern zahlreiche Porzellanverschlüsse und alte Bierflaschen mit der Aufschrift Krebsoeger Lager.

## Gegenwart
Heute wird der Ort durch den großen Abschlussdamm der Wuppertalsperre beherrscht. Die Anliegerstraße an Staumauer und der Lenneper Bach-Vorsperre lädt vor allem Inline-Skater zum Befahren ein. Startpunkt ist in der Regel ein Wanderparkplatz an der Staumauer. Das „alte Dorf“ Krebsöge ist in wenigen Teilen als Einheit noch erhalten und wurde mit neueren Wohnbauten ergänzt.

## Wander- und Radwege
Folgende Wanderwege führen an dem Ort vorbei:
- Die SGV-Hauptwanderstrecke X7 (Residenzenweg) von Arnsberg nach Düsseldorf-Gerresheim
- Der Bezirkswanderweg ◇6 (Wupperweg) des SGV-Bezirks Bergisches Land
- Die Straße der Arbeit des SGV-Bezirks Bergisches Land

## Persönlichkeiten
- Peter Frese (* 1953), Judoka und Sportfunktionär
- Friedel Müller (* 1937), 1989–1998 Bürgermeister der Stadt Radevormwald. Aufgewachsen in Krebsögersteg